# Else Rosenthal

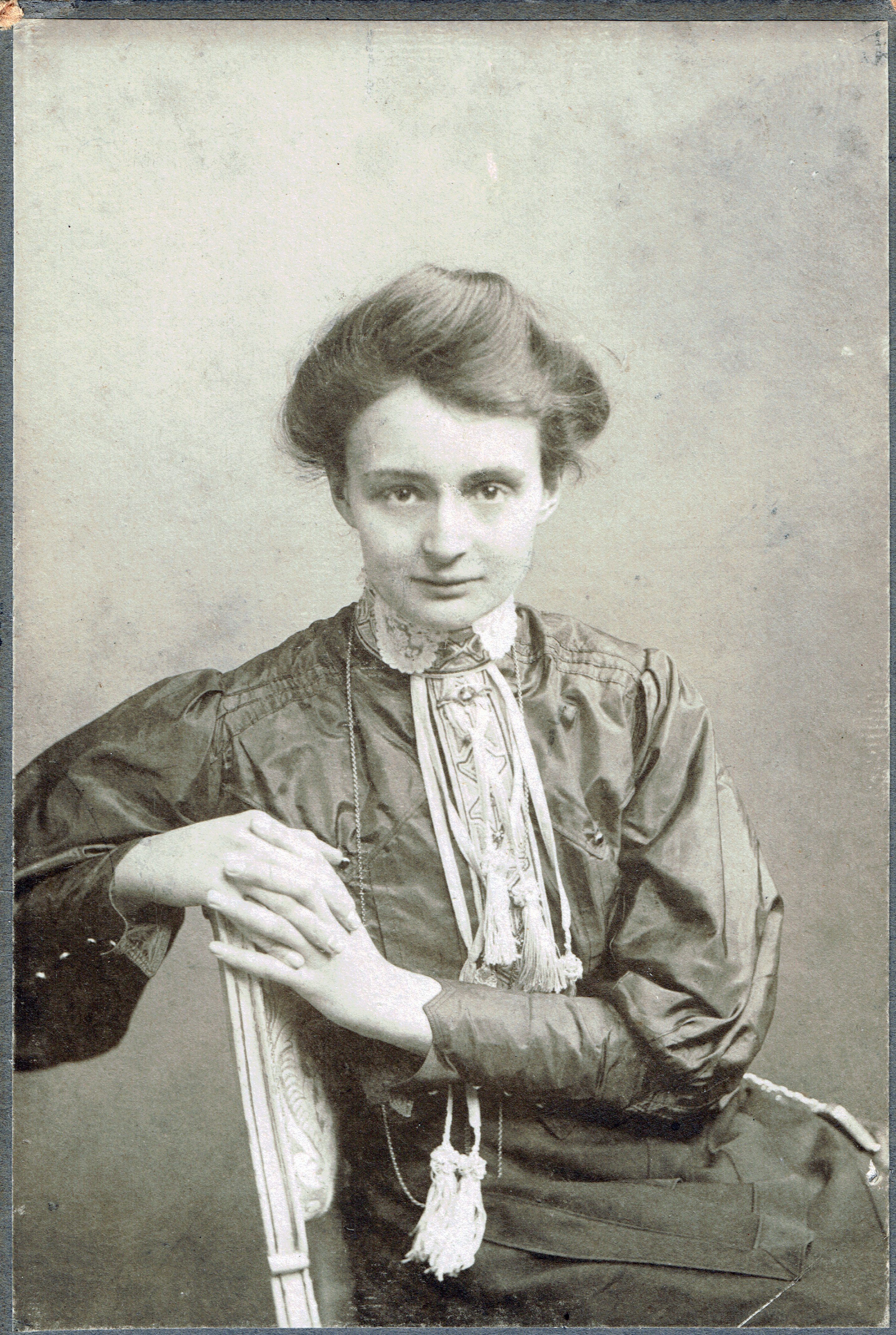
Else Rosenthal, Berlin, um 1900

Else Rosenthal (* 13. Oktober 1874 in Bremen als Elisabeth Karoline von der Leyen; † 26. September 1908 in Berlin) war eine der ersten immatrikulierten Studentinnen an der Medizinischen Fakultät der Universität Heidelberg. Sie legte ihr Staatsexamen an der Universität Halle ab und wurde als erste Frau im Berliner Verein der freigewählten Kassenärzte aufgenommen und als Kassenärztin eingestellt. Sie war zu dem Zeitpunkt die einzige Frau unter 22 Kassenärzten Berlins.

## Leben
Elisabeth Karoline von der Leyen entstammte der Familie von der Leyen, die in Krefeld die Seidenindustrie begründet hatte. Sie war das jüngste Kind des preußischen Wirklichen Geheimen Oberregierungsrats und Honorarprofessors für Eisenbahnrecht an der Berliner Friedrich-Wilhelms-Universität Alfred von der Leyen und dessen Ehefrau Luise Isabella, geborene Kapp, Tochter des Friedrich Kapp. Bildung, Musikpflege, Theaterbesuche und Reisen standen im Mittelpunkt des Familienlebens. Der liberale Geist in der Familie, der auch den Töchtern eine gute Ausbildung ermöglichte, ist vermutlich der Tatsache geschuldet, dass der Großvater Friedrich Kapp aktiv an der Revolution von 1848 beteiligt war und deshalb in die USA emigrieren musste. Die Mutter übernahm wohl das liberale Erbe und hatte als US-Amerikanerin keine Vorbehalte gegenüber der Berufstätigkeit von Frauen.
In ihren unvollendeten Lebenserinnerungen beschreibt die Cousine Lenka von der Leyen die Atmosphäre im Berliner Zweig der Familie:

„Cousine Else hatte vor kurzer Zeit ihre Praxis als Ärztin eröffnet und die Betreuung der Frauen und Kindern der Berliner Straßenbahn übernommen, die sie stark in Anspruch nahm. Daneben fand sie noch Zeit, meinem Bruder italienischen Unterricht zu geben und mit ihrer Schwester Ruth Englisch zu arbeiten, um sie mit den notwendigen Kenntnissen für ihre große Reise auszurüsten.
Mich begrüßte Else mit der ihr eigenen Wärme. Ich erinnere mich noch, wie sie meinen Kopf in beide Hände nahm und mich wiederholt küsste.
Gewohnt, meiner Mutter zum Guten Morgen und zur Guten Nacht nur die Hand zu küssen, überwältigte mich die Herzlichkeit der Berliner Verwandten, die praktisch für das Frauenstudium eintraten, das dem weiblichen Empfinden, wie meine Eltern sagten, so ganz entgegengesetzt sei.
Wohl hatte mein Vater einmal erzählt, dass Else und Grete nur studieren durften, nachdem sie versichert hatten, sich wie bisher um die kleinen Geschwister zu kümmern – aber darunter hatte ich mir nicht viel vorstellen können. Jetzt hörte ich von Ruth, die mich gleich in ihr behagliches kleines Wohnzimmer führte, dass Else ihre beste Freundin sei, der sie alles anvertrauen könne und die immer Verständnis für ihre Wünsche und ihre Träume hatte.“

Lenka von der Leyen erhielt tätige Unterstützung von ihren Cousinen bei ihrer Suche nach Selbstständigkeit und erkämpfte sich gegen die Pläne ihrer Eltern ein Kunststudium in Berlin. Eine Schwester Elses, Ruth von der Leyen, war eine bedeutende Reformerin im Bereich der Psychopathenfürsorge.

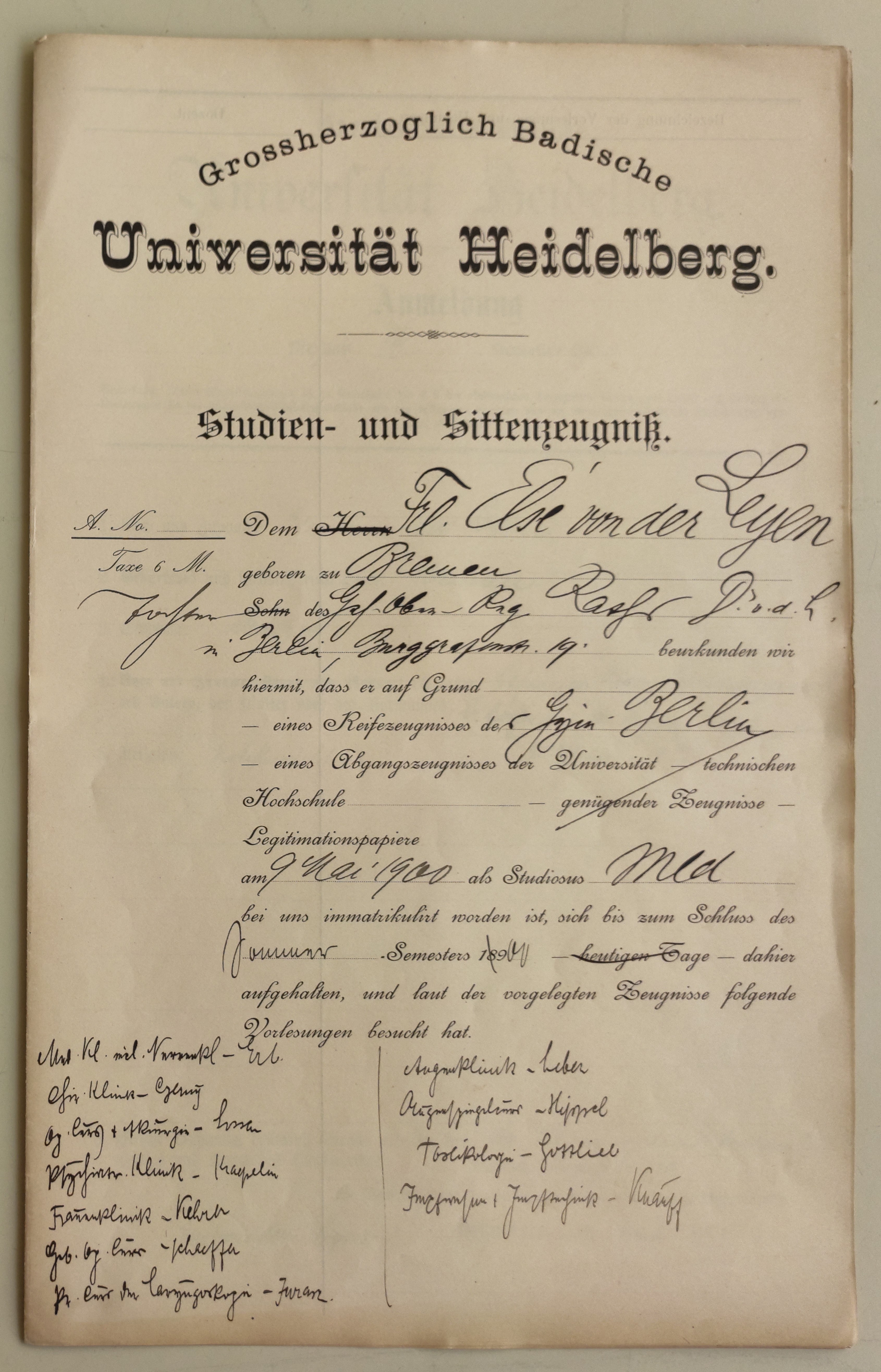
Deckblatt der Studentenakte

In ihrer Schulzeit besuchte Else von der Leyen die höhere Mädchenschule in Charlottenburg. Sie gehörte mit ihrer Schwester Margarete zu den sechs Schülerinnen der Helene-Lange-Schule, die als erste Frauen überhaupt am 29. März 1896 das Abitur machten. Die vier weiteren Abiturientinnen waren Johanna Hutzelmann, Ethel Blume, Irma Klausner und Katharina Ziegler. Da es noch kein Gymnasium für Frauen gab, fand das externe Abitur am Königlichen Luisengymnasium statt.
Else von der Leyen begann im selben Jahr zunächst als Hörerin ein Medizinstudium in Berlin. Im Mai 1900 immatrikulierte sie sich für das Sommersemester an der Medizinischen Fakultät in Heidelberg. Ihre Matrikelnummer war 408. Mit ihr waren Georgine Sexauer, Irma Klausner und Rahel Straus die ersten ordentlichen Studentinnen der Universität. Viele der Professoren wollten Frauen den Zutritt zu ihren Kursen anfangs verwehren. Im folgenden Semester wechselte sie mit Klausner nach Halle, wo sie ihr Staatsexamen ablegte und mit einer Dissertation im Bereich der Pathologie promovierte sowie die Approbation als Ärztin erhielt.
Ab Oktober 1902 arbeitete sie als erste Kassenärztin für die Betriebskrankenkasse der Großen Berliner Straßenbahn, in der Poliklinik weiblicher Ärzte und Frauen und für den Kaufmännischen und gewerblichen Hilfsverein für weibliche Ärzte in Berlin. Unter 22 Ärzten war Rosenthal die einzige Frau und als Kassenärztin sehr beschäftigt. 1907 war ihr Honorar etwa achtmal so hoch wie das durchschnittliche Jahreseinkommen ihrer männlichen Kollegen. 1902 wurde sie zusammen mit Irma Klausner als erste Frau in den Berliner Verein der freigewählten Kassenärzte aufgenommen.
Else Rosenthal war seit 1907 mit dem Arzt Oskar Louis Rosenthal verheiratet.
Im September 1908 verunglückte sie tödlich auf der Fahrt zu einer Patientin bei einem Unfall der Hochbahn am Berliner Gleisdreieck. Sie wurde auf dem Friedhof Wilmersdorf beigesetzt. Ihre Tochter Marie-Luise Rosenthal war da erst wenige Monate alt. Oskar Rosenthal emigrierte vor der NS-Judenverfolgung nach China, wo er 1942 verstarb.

## Werke
- Über Plasmazellen in pathologisch veränderten Geweben. Halle a. S., Diss. Med., 9. Juli 1901.